# World Gone Wrong
| 전문가 평가                   | 전문가 평가 |
| 평가 점수                     | 평가 점수   |
| 출처                          | 점수        |
| ----------------------------- | ----------- |
| AllMusic                      | [ 1 ]       |
| Christgau's Consumer Guide    | A−          |
| MusicHound Rock               | 2/5         |
| The Rolling Stone Album Guide | [ 4 ]       |
| Select                        | [ 5 ]       |
| Tom Hull                      | A–          |

《World Gone Wrong》은 미국의 싱어송라이터 밥 딜런의 스물아홉 번째 스튜디오 음반으로, 1993년 10월 26일, 컬럼비아 레코드가 발매했다.
딜런의 2회 연속 포크만 모아 기타와 하모니카로 음향적으로 연주한 것이다. 이 곡들은 이전 음반인 《Good as I Been to You》보다 더 어둡고 비극적인 주제를 다루는 경향이 있다.
이 음반은 비평가들로부터 신나지는 않았지만 따뜻한 환영을 받았다. 그래미 어워드를 수상했음에도 불구하고, 미국에서 70위, 영국에서는 35위로 정점을 찍었다.

## 녹음 세션
전작 《Good as I Been to You》처럼 《World Gone Wrong》은 1988년 1월 18일, 계약 조건을 이행하기 위해 녹음됐다. 그 계약으로 발매된 마지막 음반이 될 것이다.
1993년 5월, 딜런은 다시 한번 자신의 차고 스튜디오 안에 있는 말리부 자택에서 세션을 열었다. 며칠 만에 솔로곡을 녹음한 이 곡은 총 14곡이 기타 현악기 한 곡의 변화 없이 녹음되었다. 왜곡으로 얼룩진 녹음 품질은 현대적인 표준에 의해 매우 원시적이었으며, 매우 일상적인 마이크 배치와 튜닝이 거의 없었다. 브루스 스프링스틴이 《Nebraska》를 다룬 것처럼 딜런이 카세트 테이프에서 음반을 마스터했다는 얘기도 있었지만, 그런 루머들은 그동안 기각했던 것만큼 입증하기가 어려웠다.
딜런은 《Good as I Been to You》를 둘러싼 논란에 영향을 받아 가능한 모든 소식통을 인용해 《World Gone Wrong》에 라이너 노트 전체를 썼다. 딜런이 자신의 라이너 노트를 쓴 지 수십 년이 지났고, 그것들은 항상 초현실적이었다. 이 노트들은 여전히 장난스럽게 쓰여졌지만, 실제로 유익했다.

## 커버 아트
음반 커버에는 딜런이 런던 캠던타운에 있는 푸크스 크래들 카페 바의 테이블에 앉아 실크해트를 쓴 모습이 그려져 있다. 딜런의 뒤편 벽에 걸려 있는 그림은 화가 피터 갤러거가 그린 "이방인(L'Etranger)"이다.

## 곡 목록
모든 곡은 밥 딜런이 편곡한 곡으로, 언급된 곳을 제외한 모든 곡은 민요다.
| #  | 제목                  | 작사·작곡          | 재생 시간 |
| -- | --------------------- | ------------------ | --------- |
| 1. | 〈World Gone Wrong〉  |                    | 3:57      |
| 2. | 〈Love Henry〉        |                    | 4:24      |
| 3. | 〈Ragged & Dirty〉    | 윌리 브라운        | 4:09      |
| 4. | 〈Blood in My Eyes〉  |                    | 5:04      |
| 5. | 〈Broke Down Engine〉 | 블라인드 윌리 맥텔 | 3:22      |

| #  | 제목             | 작사·작곡                              | 재생 시간 |
| -- | ---------------- | -------------------------------------- | --------- |
| 1. | 〈Delia〉        |                                        | 5:41      |
| 2. | 〈Stack a Lee〉  | 프랭크 허치슨 (편곡)                   | 3:50      |
| 3. | 〈Two Soldiers〉 |                                        | 5:45      |
| 4. | 〈Jack-A-Roe〉   |                                        | 4:56      |
| 5. | 〈Lone Pilgrim〉 | 벤저민 프랭클린 화이트, 애저 M. 페이스 | 2:43      |

## 참여 인원
- 밥 딜런 – 보컬, 기타, 하모니카, 제작, 라이너 노트